# Roy Marsden

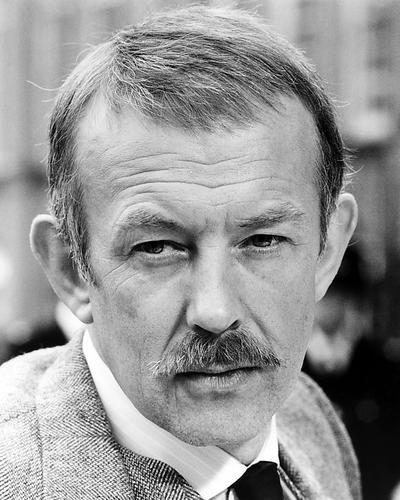
Roy Marsden in seiner Rolle als Adam Dalgliesh

Roy Marsden (* 25. Juni 1941 in Stepney, London, England als Roy Anthony Mould) ist ein britischer Theater- und Filmschauspieler. Er wurde durch seine Rolle des Adam Dalgliesh national bekannt.

## Leben
Marsden besuchte die Royal Academy of Dramatic Art (RADA) und verbrachte dort vier Semester. Nach einem Zwischenfall stellte der Direktor Kontakte zu einem Theater in Nottingham her. In den frühen 1960er Jahren arbeitete Marsden mit der Royal Shakespeare Company zusammen und begann auf verschiedene Bühnen aufzutreten. Parallel dazu begann er in Fernsehserien mitzuwirken. Eine größere Rolle hatte er 1969 als Sir Andrew Ffoulkes in neun Episoden der Mini-Fernsehserie The Elusive Pimpernel. 1970 folgte mit Toomorrow seine erste Filmrolle.
Von 1978 bis 1980 verkörperte er in insgesamt 20 Episoden der Fernsehserie The Sandbaggers die Rolle des Neil Burnside. 1982 war er in Airline in neun Episoden als Jack Ruskin zu sehen. Ab den 1980er Jahren wurde er national bekannt durch seine Rolle des Adam Dalgliesh in den Mini-Fernsehserien Death of an Expert Witness, Shroud for a Nightingale, Cover Her Face, The Black Tower, A Taste for Death, Devices and Desires, Original Sin und A Certain Justice sowie den Fernsehfilmen Unnatural Causes und A Mind to Murder Mitte der 1990er Jahre. 1984 hatte er in Goodbye Mr. Chips in sechs Episoden die Hauptrolle des Charles Edward 'Mr. Chips' Chipping inne. Anschließend folgten weitere Besetzungen meistens in einzelnen Episoden verschiedener Fernsehserien und Fernsehfilmen.

## Filmografie
- 1964: First Night (Fernsehserie, Episode 1x33)
- 1965: No Hiding Place (Fernsehserie, Episode 7x22)
- 1965: Riviera Police (Fernsehserie, Episode 1x05)
- 1965: The Flying Swan (Fernsehserie, 3 Episoden)
- 1965: Geheimauftrag für John Drake (Danger Man) (Fernsehserie, Episode 2x14)
- 1966: The Liars (Fernsehserie, Episode 1x05)
- 1966: Theatre 625 (Fernsehserie, Episode 3x23)
- 1966: The Man in Room 17 (Fernsehserie, Episode 2x11)
- 1966: Mystery and Imagination (Fernsehserie, Episode 2x04)
- 1967: The Dick Emery Show (Fernsehserie, Episode 6x05)
- 1967: The Fellows (Fernsehserie, 2 Episoden)
- 1967: Escape (Fernsehserie, Episode 1x05)
- 1967: Vanity Fair (Mini-Fernsehserie, 4 Episoden)
- 1968: The Jazz Age (Fernsehserie, Episode 1x12)
- 1969: The Liver Birds (Fernsehserie, Pilotfolge)
- 1969: Comedy Playhouse (Fernsehserie, Episode 8x01)
- 1969: The Elusive Pimpernel (Mini-Fernsehserie, 9 Episoden)
- 1970: Never Mind the Quality, Feel the Width (Fernsehserie, Episode 4x03)
- 1970: Toomorrow
- 1970: Armchair Theatre (Fernsehserie, Episode 10x14)
- 1970: The Adventures of Don Quick (Fernsehserie, Episode 1x06)
- 1970: Hamlet: An Introduction (Kurzfilm)
- 1971: The Taming of the Shrew: An Introduction
- 1972: Crown Court (Fernsehserie, 3 Episoden)
- 1973: Late Night Theatre (Fernsehserie, 2 Episoden, verschiedene Rollen)
- 1973: Omnibus (Fernsehserie, Episode 7x14)
- 1974: Task Force Police (Fernsehserie, Episode 9x10)
- 1975: Die Legende von Robin Hood (The Legend of Robin Hood) (Mini-Fernsehserie, Episode 1x04)
- 1976: Mit Schirm, Charme und Melone (The Avengers/The New Avengers) (Fernsehserie, Episode 1x08)
- 1976: Dickens of London (Mini-Fernsehserie, Episode 1x12)
- 1976: Der Adler ist gelandet (The Eagle Has Landed)
- 1976–1977: Mondbasis Alpha 1 (Space: 1999) (Fernsehserie, 2 Episoden, verschiedene Rollen)
- 1977: Drama (Fernsehserie)
- 1977: Der aus der Hölle kam (The Squeeze)
- 1977: Survivors (Fernsehserie, Episode 3x11)
- 1977: Sister Dora (Mini-Fernsehserie, Episode 1x02)
- 1977: Target (Fernsehserie, Episode 1x04)
- 1977–1979: ITV Playhouse (Fernsehserie, 2 Episoden)
- 1978: BBC2 Play of the Week (Fernsehserie, Episode 1x18)
- 1978: Do You Remember? (Fernsehserie)
- 1978–1980: The Sandbaggers (Fernsehserie, 20 Episoden)
- 1980, 1984: Die unglaublichen Geschichten von Roald Dahl (Tales of the Unexpected) (Fernsehserie, 2 Episoden, verschiedene Rollen)
- 1982: Airline (Fernsehserie, 9 Episoden)
- 1983: Death of an Expert Witness (Mini-Fernsehserie, 7 Episoden)
- 1984: Goodbye Mr. Chips (Mini-Fernsehserie, 6 Episoden)
- 1984: Shroud for a Nightingale (Mini-Fernsehserie, 5 Episoden)
- 1985: Cover Her Face (Mini-Fernsehserie, 6 Episoden)
- 1985: The Black Tower (Mini-Fernsehserie, 6 Episoden)
- 1986: Inside Story (Mini-Fernsehserie, 6 Episoden)
- 1988: A Taste for Death (Mini-Fernsehserie, 6 Episoden)
- 1989: Only Fools and Horses (Fernsehserie, Episode 6x06)
- 1990: Theatre Night (Fernsehserie, Episode 5x05)
- 1990: The Play on One (Fernsehserie, Episode 3x06)
- 1991: Devices and Desires (Mini-Fernsehserie, 6 Episoden)
- 1993: Unnatural Causes (Fernsehfilm)
- 1993: The Case-Book of Sherlock Holmes (Fernsehserie, Episode 3x01)
- 1994: Frank Stubbs Promotes (Fernsehserie, 3 Episoden)
- 1994: Gegen jede Chance (Against All Odds)
- 1995: A Mind to Murder (Fernsehfilm)
- 1995: Dangerous Lady (Mini-Fernsehserie, Episode 1x04)
- 1997: Original Sin (Mini-Fernsehserie, 3 Episoden)
- 1998: A Certain Justice (Mini-Fernsehserie, 3 Episoden)
- 2004: Salvage (Kurzfilm)
- 2004: Quatermain und der Schatz des König Salomon (King Solomon’s Mines)
- 2005: A Higher Agency (Kurzfilm)
- 2005: Mysterious Island – Die geheimnisvolle Insel (Mysterious Island) (Fernsehfilm)
- 2005: Dungeons & Dragons – Die Macht der Elemente (Dungeons & Dragons: Wrath of the Dragon God) (Fernsehfilm)
- 2005: Vincent (Fernsehserie, Episode 1x02)
- 2005–2009: The Green Green Grass (Fernsehserie, 3 Episoden)
- 2006: Foyle’s War (Fernsehserie, Episode 4x02)
- 2006: Eleventh Hour – Einsatz in letzter Sekunde (Eleventh Hour) (Mini-Fernsehserie, Episode 1x04)
- 2006: All in the Game (Fernsehfilm)
- 2006: Rebus (Fernsehserie, Episode 3x04)
- 2006: Heroes and Villains
- 2007: Doctor Who (Fernsehserie, Episode 3x01)
- 2007: Diamond Geezer (Fernsehserie, Episode 1x02)
- 2008: She Stoops to Conquer (Fernsehfilm)
- 2008: The Palace (Mini-Fernsehserie, 8 Episoden)
- 2008: Der Preis des Verbrechens (Trial & Retribution) (Fernsehserie, Episode 11x09)
- 2009: Margaret (Fernsehfilm)
- 2010: New Tricks – Die Krimispezialisten (New Tricks) (Fernsehserie, Episode 7x07)
- 2010: Moving On (Fernsehserie, Episode 2x06)
- 2011: Silent Witness (Fernsehserie, 2 Episoden)
- 2011: Holy Flying Circus – Voll verscherzt (Holy Flying Circus) (Fernsehfilm)
- 2013: Game
- 2013: Der Anwalt des Teufels (The Escape Artist) (Mini-Fernsehserie, 3 Episoden)
- 2015: Agatha Christie: Partners in Crime (Mini-Fernsehserie, 3 Episoden)